# 할슈타트
할슈타트(독일어: Hallstatt)는 오스트리아 오버외스터라이히주 그문덴군의 마을이다. 할슈타트호에 가까이 있으며 알프스 기슭의 호수 지역 잘츠카머구트 지방의 가장 안쪽에 위치하는 경승지이다. 유네스코 세계유산으로 등재되어 있고 마을의 꼭대기에 위치한 공동묘지에서 출토된 철기 시대 유물들로 유럽의 초기 철기 문화를 일컫는 "할슈타트 문화"가 이에서 유래되었다.
동화 속의 호수마을과 같은 모습으로 알려져 있는 할슈타트는 오스트리아의 9개의 주 중에서 오버외스트라이히 주에 속하는 마을이다. 지리적으로는 할슈타트 호의 남서쪽, 다흐슈타인 산맥의 서쪽에 위치하고 있어서, 산과 호수가 어우러진 자연 경관이 아름답다. 할슈타트는 자연 경관 뿐 아니라 역사적 가치가 유명하다. BC 2000년부터 형성되었던 전 세계 최초의 소금광산으로 유명하며, 이를 통해 얻은 경제적 풍요로움을 바탕으로 BC 1000년부터 BC 500년의 철기 문화가 나타났고, 할슈타트의 분묘 유적에는 이러한 흔적들이 남아있다. 이러한 철기문화는 유럽 초기의 철기문화인 ‘할슈타트 문화’를 이루었다 이 아름다운 풍경과 이 지역의 역사적인 가치를 인정 받아서, 할슈타트는 1997년도부터 ‘할슈타트-다흐슈타인 잘츠카머구트 문화경관’이라는 이름으로 유네스코 문화유산에 등재되었다. 현재의 소금산업이 에벤호 지역으로 옮겨감에 따라서 관광산업이 주된 할슈타트의 산업이 되었으며, 아름다운 호수와 산을 깎아서 집을 지어서 만들어진 마을로 관광객들을 모으고 있다.

## 지리
할슈타트는 할슈타트호의 남서부에 자리 잡고 있고 지리적으로는 잘츠카머구트 지방, 잘츠부르크와 그라츠 국도에 위치해있다.

## 기후
| Hallstatt의 기후         | Hallstatt의 기후 | Hallstatt의 기후 | Hallstatt의 기후 | Hallstatt의 기후 | Hallstatt의 기후 | Hallstatt의 기후 | Hallstatt의 기후 | Hallstatt의 기후 | Hallstatt의 기후 | Hallstatt의 기후 | Hallstatt의 기후 | Hallstatt의 기후 | Hallstatt의 기후 |
| 월                       | 1월              | 2월              | 3월              | 4월              | 5월              | 6월              | 7월              | 8월              | 9월              | 10월             | 11월             | 12월             | 연간             |
| ------------------------ | ---------------- | ---------------- | ---------------- | ---------------- | ---------------- | ---------------- | ---------------- | ---------------- | ---------------- | ---------------- | ---------------- | ---------------- | ---------------- |
| 일평균 최고 기온 °C (°F) | 1.5 (34.7)       | 4.0 (39.2)       | 9.2 (48.6)       | 13.9 (57.0)      | 19.0 (66.2)      | 22.3 (72.1)      | 24.1 (75.4)      | 23.3 (73.9)      | 19.7 (67.5)      | 13.8 (56.8)      | 6.7 (44.1)       | 2.3 (36.1)       | 13.3 (56.0)      |
| 일일 평균 기온 °C (°F)   | −2.5 (27.5)      | −0.7 (30.7)      | 3.7 (38.7)       | 8.0 (46.4)       | 12.9 (55.2)      | 16.2 (61.2)      | 17.8 (64.0)      | 17.2 (63.0)      | 13.7 (56.7)      | 8.6 (47.5)       | 3.1 (37.6)       | −1.0 (30.2)      | 8.1 (46.6)       |
| 일평균 최저 기온 °C (°F) | −6.5 (20.3)      | −5.4 (22.3)      | −1.7 (28.9)      | 2.2 (36.0)       | 6.8 (44.2)       | 10.2 (50.4)      | 11.6 (52.9)      | 11.1 (52.0)      | 7.8 (46.0)       | 3.4 (38.1)       | −0.5 (31.1)      | −4.3 (24.3)      | 2.9 (37.2)       |
| 평균 강수량 mm (인치)    | 86 (3.4)         | 86 (3.4)         | 89 (3.5)         | 110 (4.3)        | 125 (4.9)        | 172 (6.8)        | 177 (7.0)        | 153 (6.0)        | 104 (4.1)        | 91 (3.6)         | 96 (3.8)         | 104 (4.1)        | 1,393 (54.9)     |
| 출처:                    |                  |                  |                  |                  |                  |                  |                  |                  |                  |                  |                  |                  |                  |

## 역사

### 개요
소금이 귀중한 자원이었던 할슈타트는 과거에 이로인한 큰 부를 축적할 수 있었다. 세계 최초의 소금광산인 할슈타트 소금광산 또한 할슈타트의 상부에 위치해 있어 투어가 가능하다. 할슈타트 문화의 도래지이며 유네스코 세계유산 문화부분에 등록되었다. 유럽의 작은 마을 분위기, 도보로 가능한 여행으로 관광객들에게 인기이다.

### 초기 역사
중세시대 역사에서 큰 기록을 찾아 볼 수 없는 할슈타트는 1311년 시장이 들어선 마을이라는 점에서 경제적인 가치를 상실하지는 않았던 것으로 보여진다. 오늘날은 소금 상품 생산을 제외하고도 관광업으로 마을의 경제생활이 가능해졌다. 할슈타트는 묘지의 면적이 매우 작아 매장 공간 부족으로 인해 10년마다 유골을 발굴해 납골당으로 이장했던 역사가 있다. 이에 따라 해골들을 정교하게 장식하고 이름, 직업, 사망년도를 배열해 안치해 놓았다.

### 19세기
19세기 후반까지 할슈타트는 배를 타고서만 접근이 가능했고 1890년 서쪽 강가의 바위를 부분적으로 폭파함으로써 최초로 길이 생기게 되었다.

## 교통
호수 주변의 좁은 지리적 위치는 교통 특징에 반영되고 있다.
19세기 말까지 할슈타트는 오버트라우너나 운터제에서 배를 타거나 또는 좁은 산길을 걸어가야 도달할 수 있었다. 마을은 산과 호수 사이의 적은 공간을 최대한 활용하여 조성되었다. 호수에 있는 집들 사이의 연결은 보트나 "윗길"이라 불리는 지붕 위의 좁은 통로를 통해서만 가능했다.
1875년에 고자우밀레(Gosauzwang 북서쪽)에서 일부분은 바위를 폭파하여 도로가 개통되었고, 이로 인해 할슈타트에 도로가 연결되었다. 그러나 호수 북쪽에서 남쪽으로 이어지는 해안도로 건설에 대한 시민 시위로 인해 1958년 오스트리아 최초의 국민투표가 실시되었으며, 주민들은 마을을 통과하는 해안도로 건설에 반대하였다. 1966년, 마을 서쪽 산속에 위치한 두 개의 터널이 개통되어 해안도로가 완성되었다. 이후 서쪽 해안은 지속적으로 차량이 통행할 수 있게 되었으며, 터널 구간 사이의 물바위 협곡에 있는 주차장 테라스에서는 경치를 감상할 수 있으며 마을로 이어지는 도보로 이동할 수 있다.
1877년, 짤츠캄머구트 철도의 할슈타트역이 개통되었다. 이 역은 호수 동쪽 약 1km 떨어진 반대편에 위치해 있다. 지리학적, 지형학적 이유로 극도로 가파른 서쪽 해안 노선은 폐기되었다. 우편 배송 지도에는 아직도 유일한 오스트리아 배송선으로 표시되는 배선이 마을과 정차역을 연결하고 있다. 특히 추운 겨울에는 모터 슬레이드로 대체되었다. 1995년 이후로는 대부분의 우편이 트럭을 이용하여 도로를 통해 할슈타트로 배송되고 있다. 2020년 12월부터 주말과 공휴일에는 빈에서 운행되는 인터시티(IC) 열차가 이 역을 운행한다.

## 갤러리

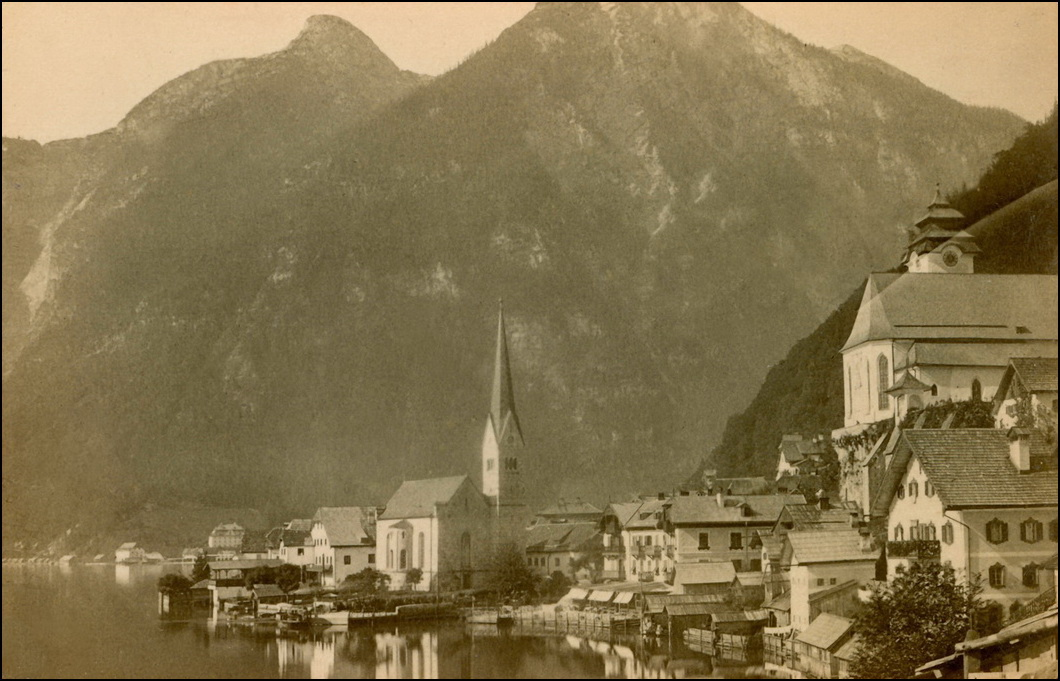
1899년 할슈타트
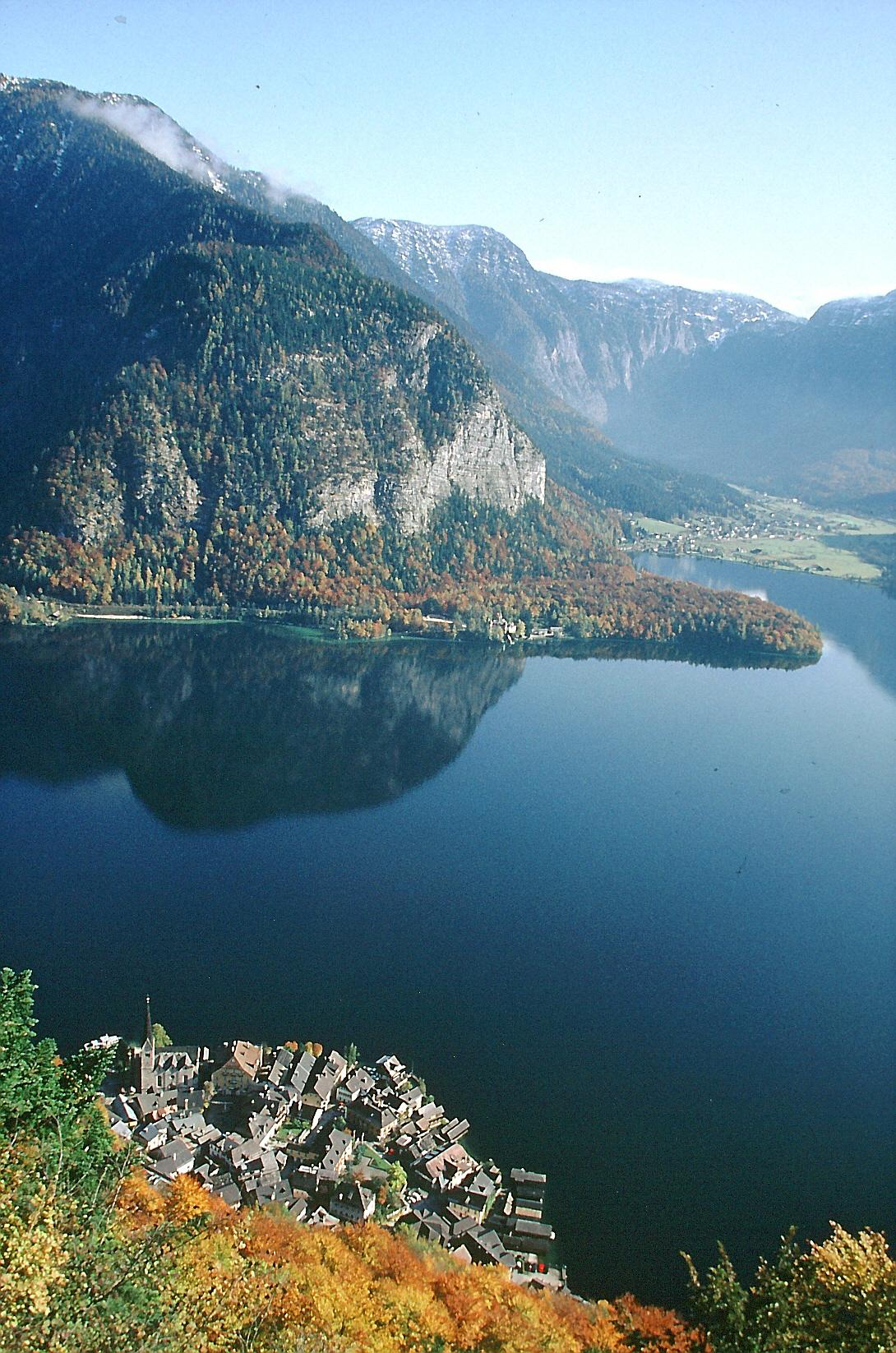
할슈타트 호
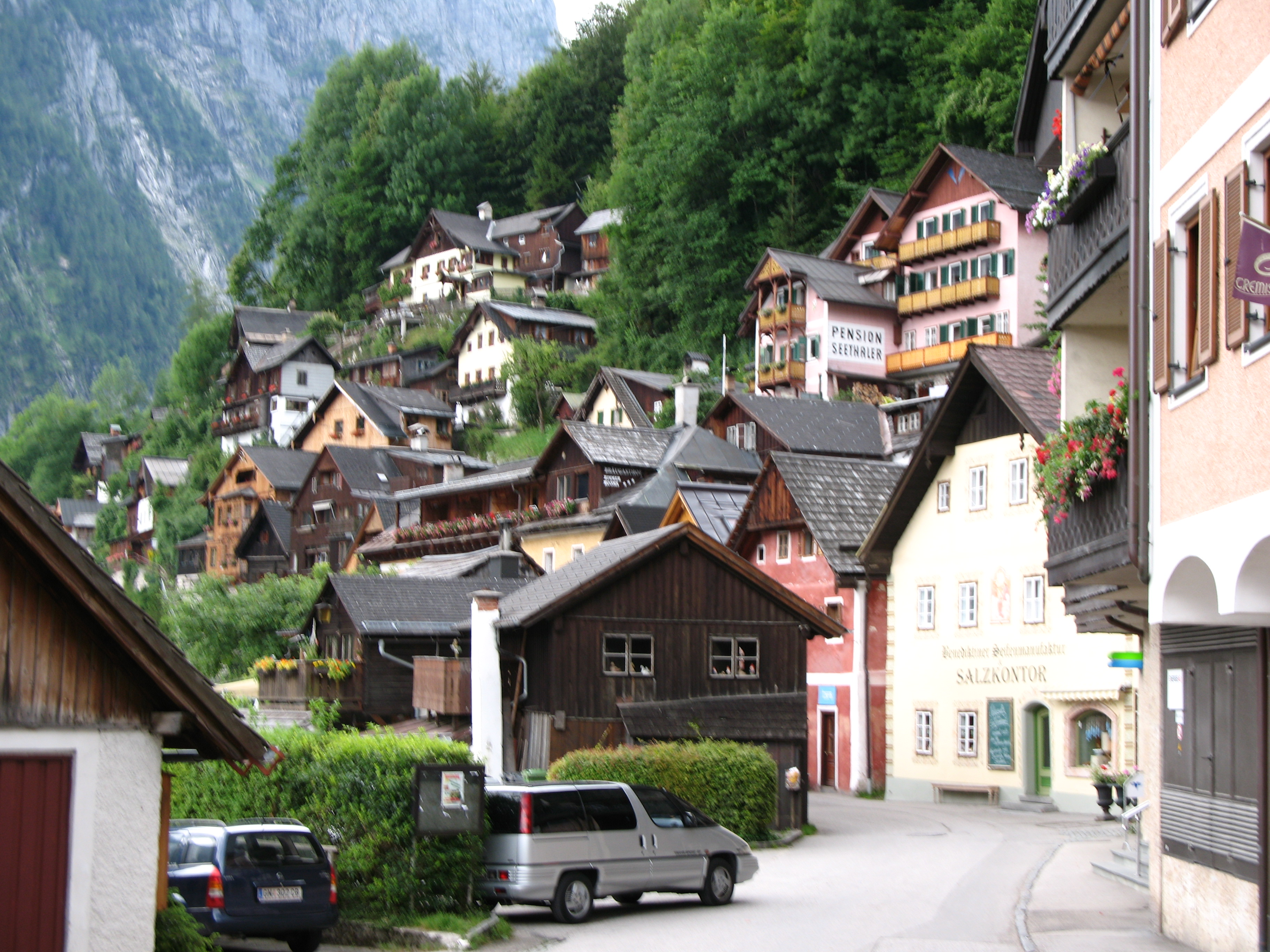
호수길
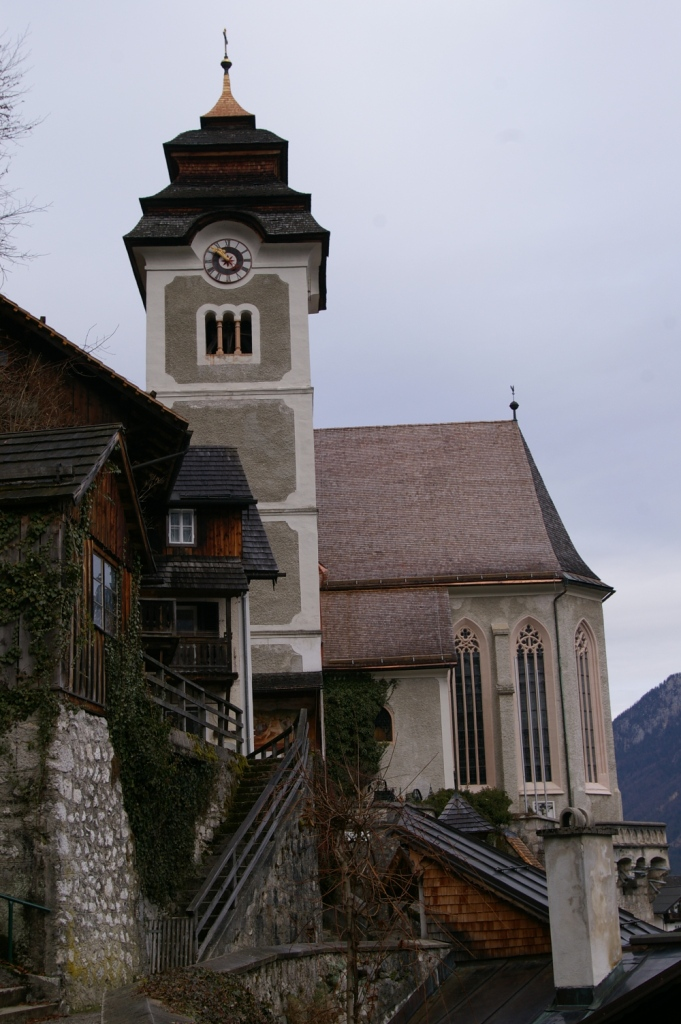
할슈타트 가톨릭교회
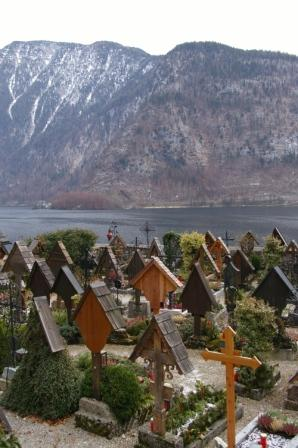
교회 공동묘지

## 같이 보기
- 오스트리아의 세계유산